# Vía X
Vía X (Via X) est la chaîne chilienne de musique. Elle a commencé ses émissions le 7 octobre 1994.

## Émissions

### Actuel
- Ponte Tu, présenté par Ixa Llambias et Nicole Pérez.
- Rompe, présenté par Carlos Mariano (2010), Alba Quezada (2011) et Eliana Yutronic (2011).
- Septimo Vicio, présenté par Gonzalo Frias.
- Collage, présenté par Verónica Calabi et Jessica Abudinen.
- Mucha Tele, présenté par Rodrigo González et Pablo Revecco
- No Eres Tú soy Yo, présenté par Carolina Brethauer
- Cadena Nacional, présenté par Humberto Sichel.
- Los improvisadores, présenté par l'acteur Juan José Gurruchaga.
- Dance! (Canal 10) (telenovela adolescent uruguayenne), avec Augusto Schuster et Eva Quattrocci.

### Précédent
- Bis: sonido en vivo, présenté par Verónica Calabi.